# Toualet
Toualet  (in arabo ثوالت‎?) è un centro abitato e comune rurale del Marocco situato nella provincia di Settat, regione di Casablanca-Settat. Conta una popolazione di 11 976 abitanti (censimento 2014).